# Erlbach
Erlbach es un municipio situado en el distrito de Altötting, en el estado federado de Baviera (Alemania), con una población a finales de 2016 de unos 1161 habitantes.
Se encuentra ubicado al sureste del estado, cerca de la frontera con Austria. 